# Beleg van Montmédy (1870)
Het Beleg van Montmédy was een periode in de Frans-Pruisische Oorlog van 1870. De Franse vesting van Montmédy, in het departement Meuse, werd belegerd door het leger van de Duitse coalitie. De verdedigers, het 57e infanterieregiment, de Garde Nationale en elementen van andere eenheden, capituleerden op 14 december 1870.

## Locatie
In 1870 was Montmédy een kleine stad van ongeveer 3000 inwoners. De bovenstad Montmédy-Haut was een zogenaamde "place forte", een citadel die naast zijn militaire functie ook bewoning kende en waar op dat ogenblik onder andere nog het stadhuis en de onderprefectuur gevestigd waren. De bovenstad was gelegen op een heuvelrug aan drie zijden omgeven door de 100 meter lager gelegen Chiers die een eerste natuurlijke bescherming vormde. De benedenstad aan de oever van de rivier werd beschermd door een stadswal van zes meter hoog, voorzien van drie stadspoorten (Porte de Luxembourg, Porte de Sedan en Porte de Metz), die langs de heuvel opliepen tot de citadelmuren die 20 tot 25 meter hoog waren. De poterne, een doorgang in de wal die afgesloten kon worden met hekwerk en een voetpad, verbond de citadel met de benedenstad. Verdere fortificaties verdedigden het buiten de wallen gelegen station en de Tivoli heuvel tegenover de citadel. De nog tijdens het Spaanse bewind gebouwde, en nadien door Vauban verder uitgewerkte verdedigingswerken boden slechts weinig bescherming tegen artilleriebeschietingen. De citadel beschikte over weinig schuilplaatsen die weerstand boden aan bominslagen, en had een tekort aan goed beschermde opslagruimten en schietposities. De rondom Montmédy gelegen heuveltoppen, op een afstand van 2,5 tot 4 km van de wallen, stelden de plaats bloot aan vijandelijke artilleriebeschietingen. Gelegen op 6 km van de Belgische grens was de vestiging Montmédy deel van een geheel van kleinere verdedigingswerken gelegen tussen de Maas en de Moezel. Te klein om een grote troepenmacht te legeren diende ze toch om de spoorwegverbinding en de keizerlijke weg nr. 47 te beschermen. De spoorlijn, die het industriegebied rond Longwy en Thionville via Sedan en Charleville-Mézières met het steenkoolbekken rond Valenciennes verbindt, loopt in de directe nabijheid van de citadel doorheen een 900 meter lange tunnel onder de Tivoli heuvel door.

## Begin van de vijandelijkheden
Op 16 juli 1870, drie dagen voor de oorlogsverklaring, ging het gerucht rond dat een Pruisische legereenheid bij Sierck-les-Bains de Franse grens had overgestoken wat tot een begin van paniek leidde. De bevelhebber van Montmédy verzamelde de inwoners en trof de nodige maatregelen.
Het garnizoen, onder bevel van bataljonschef Reboul, bestond uit een compagnie van het 57e infanterieregiment en het 3e bataljon van de Mobiele Nationale Garde van het departement Meuse. De mobiele garde die tijdens de eerste weken van het conflict werd samengesteld, miste oefening en er waren nauwelijks gekwalificeerde artillerie- en genieofficieren. De beschikbare artillerie, die erg heterogeen was, bestond uit 65 stukken waarvan slechts acht met gedraaide loop. De munitie bestond uit 35.000 obussen, 40.000 kg kanonkruit, 6.300 kg kruit voor geweren, 116937 patronen voor het Chassepotgeweer (model 1866) en 539.320 patronen voor het oudere geweer model 1857.

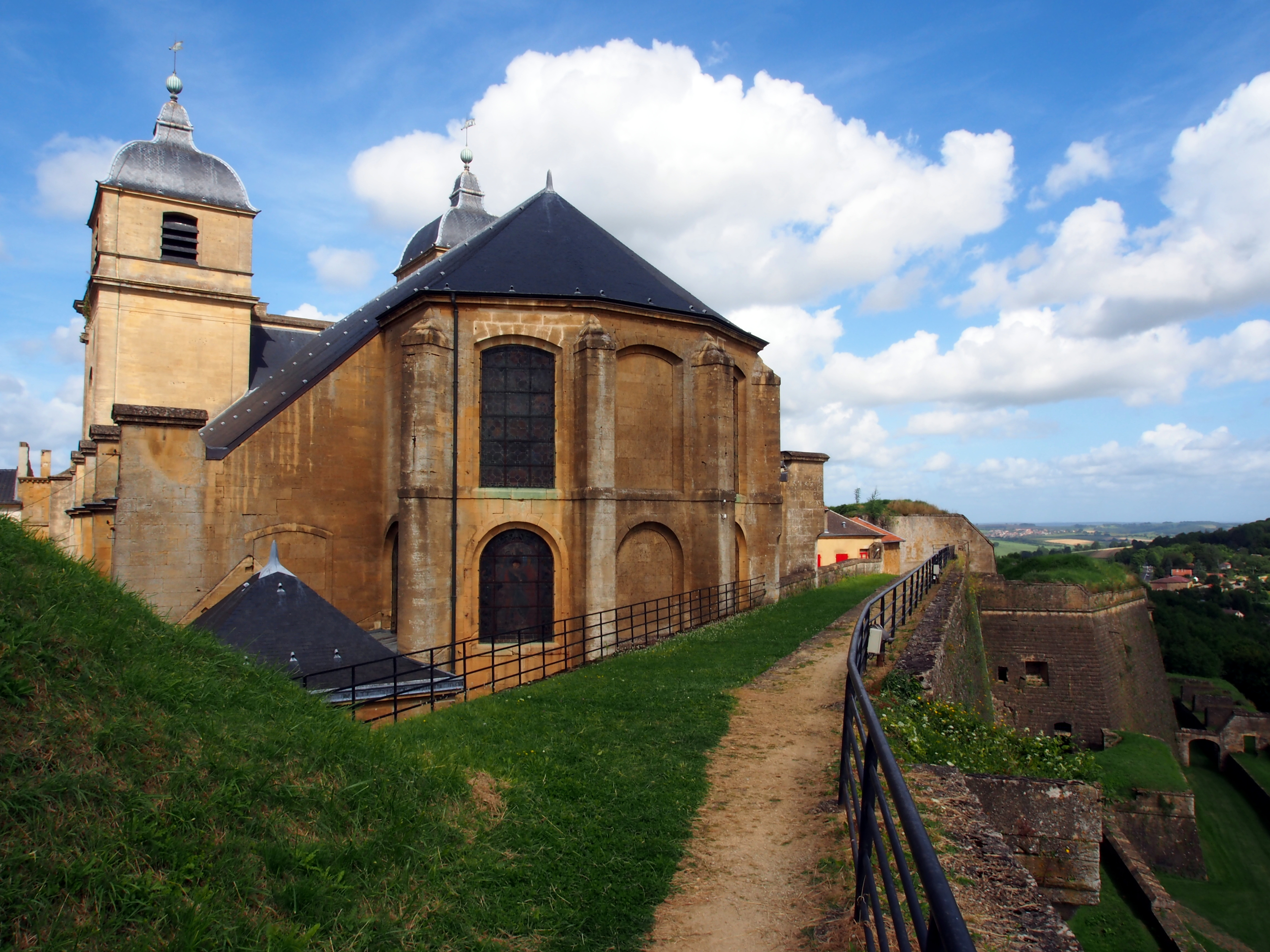
Saint-Martin kerk in de citadel van Montmédy.

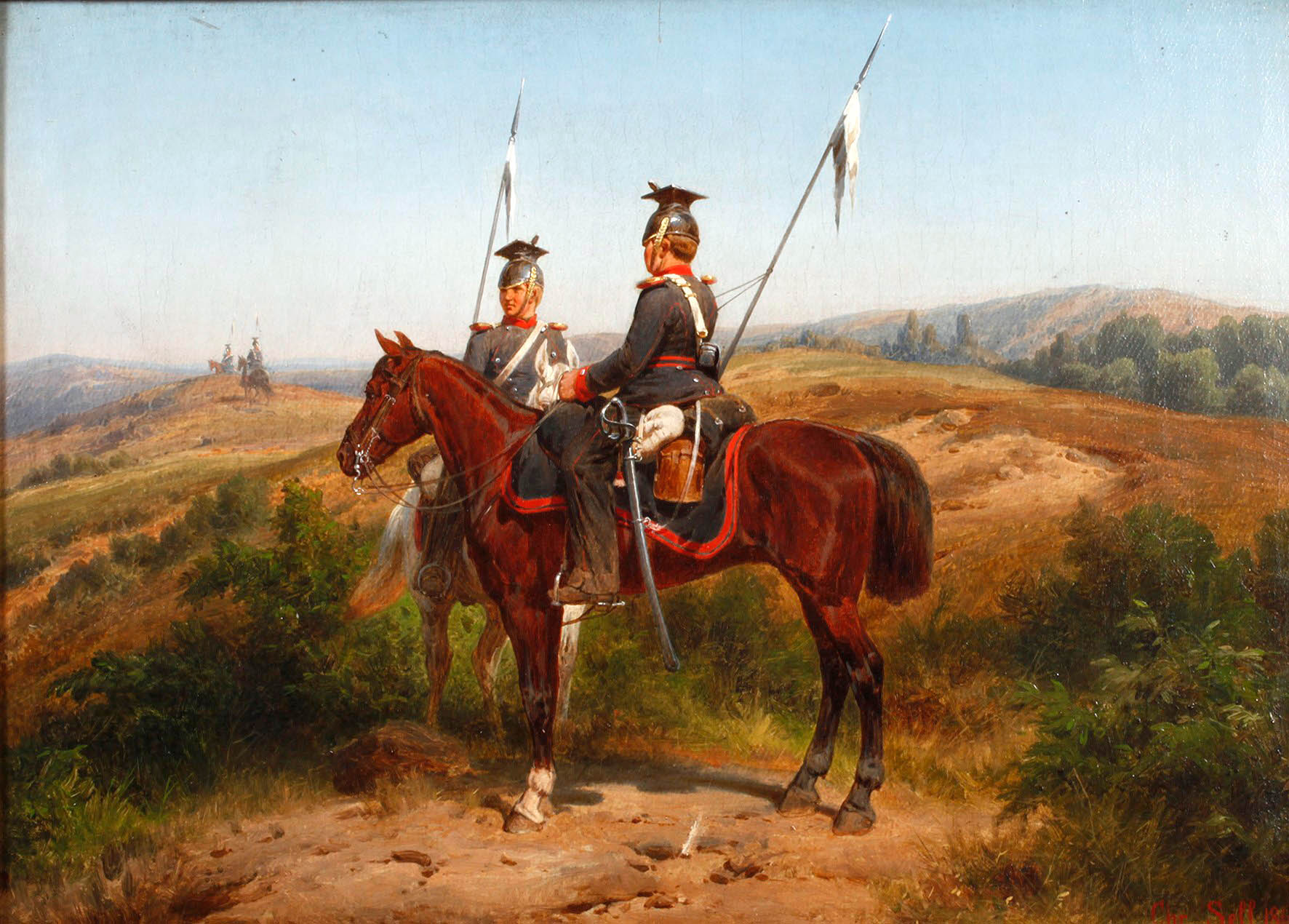
Pruisische Ulanen in 1867, doek van Christian Sell, 1867.

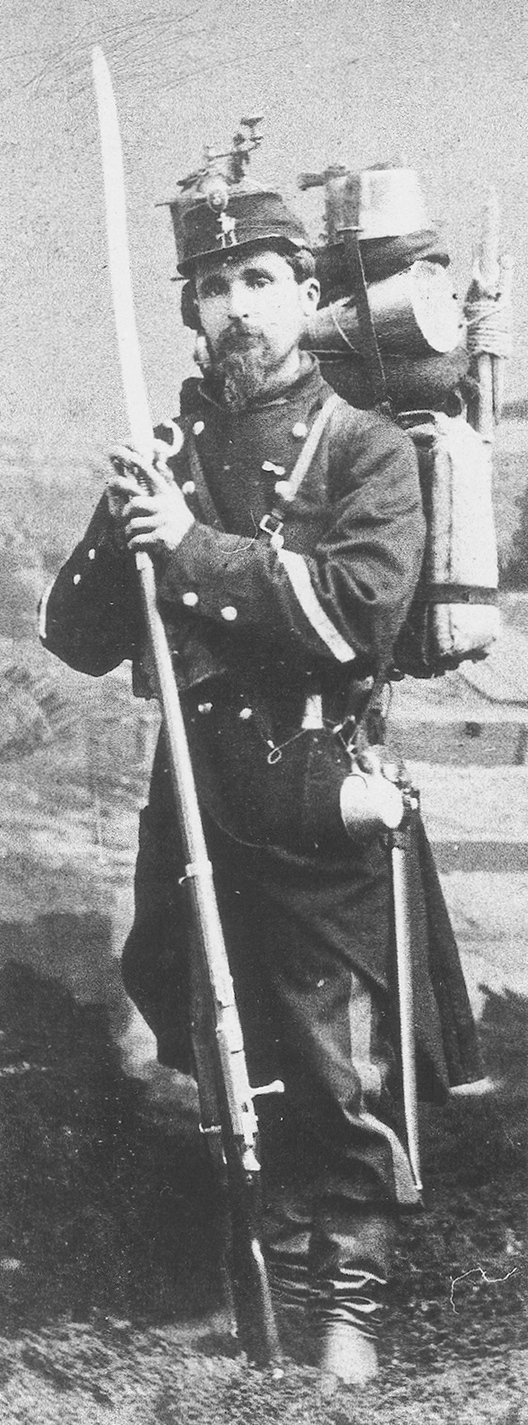
Sergeant van de Garde nationale mobile, 1870-1871.

Tijdens de laatste dagen van augustus ontving de vestiging Montmédy aanzienlijke voorraden bestemd voor het leger van maarschalk Bazaine en de versterkingstroepen die zich verzamelden rond Châlons. De chef-arts Félix Hippolyte Larrey, opper-intendant Wolf en andere officieren, die de leiding droegen van deze legers kwamen zich eveneens vestigen in Montmédy. Na de nederlaag van Bazaine tijdens de slag van Saint-Privat (18 augustus) en het beleg van Metz, waardoor de verbindingen met zijn leger verbroken raakten, begonnen het vee en andere voorraden zich te Montmédy op te stapelen: bij gebrek aan depots werden voorraden opgeslagen in de Saint-Martin kerk en andere lokalen waar ze zouden blijven tot de capitulatie van de stad. Tijdens de volgende dagen kreeg het garnizoen versterking van 700 verplegers bestemd voor het leger van Châlons en door meerdere kleine detachementen van de gendarmerie uit de naburige dorpen, zodat de troepensterkte opliep tot 2500 à 3000. In het station waren 7 of 8 locomotieven en 200 wagons beschikbaar.
Op 27 augustus vernam het garnizoen dat de spoorlijn Mézières - Thionville onderbroken was. Een compagniedeel van het 6e infanterieregiment uit Mézières kwam de troepen in Montmédy vervoegen. Op 30 augustus was er te Chauvency-le-Château een schermutseling tussen de voorhoede van het 6e infanterie en een detachement van jagers te voet van het Beierse leger: de Franse infanteristen, met insluiting bedreigd, werden gered door de versterkingen die per trein vanuit Montmédy aangevoerd werden. Aan Franse zijde waren er 7 of 8 doden en 15 gewonden; aan Duitse kant 2 doden en 4 gewonden. Volgens historicus Peter Spohr was het Duitse detachement een voorhoede van 12e legerkorps van het Saksische leger bestaande uit jagers en cavalerie; de Saksen vernielden de installaties van het station te Chauvency (watertoren etc.), ze verloren bij de gevechten een man en een gewonde en namen zelf 11 Franse krijgsgevangenen waaronder een kapitein.
Op 1 september hoorde men in Montmédy een hevige kanonbeschieting in het noordwesten. 's Anderendaags vernam men dat het leger van maarschalk Patrice de Mac Mahon, overgekomen uit Châlons, de slag bij Sedan had uitgevochten en verloren. Op 2 september diende een Saksisch officier, gezant van de koninklijke prins Albert van Saksen, zich bij de militair commandant van Montmédy aan om hem de nederlaag van de Fransen bekend te maken en hem beleefd te verzoeken zich over te geven, wat door commandant Reboul als volgt geweigerd wordt: "U weet net als ik dat een vestiging niet capituleert zonder zich verdedigd te hebben, verover ze indien u kan."
Op 3 september herhaalde een Pruisisch officier van het 3e regiment Ulanen in opdracht van Prins van Hohenlohe de vraag tot overgave. Een Frans tirailleur, die de witte vlag niet had gezien noch het bevel niet te schieten had gehoord, vuurde en doodde een Pruisisch trompetter. Commandant Reboul bood zijn excuses aan en beloofde de schuldige soldaat streng te straffen. Hij weigerde nogmaals de capitulatie, zelfs nadat de Pruisische officier hem vertelde dat Mac Mahon gedood is (hij was in werkelijkheid slechts gewond geraakt) en dat keizer Napoleon en een groot deel van zijn leger door hen krijgsgevangen zijn gemaakt.

## Het beleg

### Het bombardement van 5 september
Op 4 september besliste prins Albert, bevelvoerder van het 12e legerkorps, prins Hohenlohe om Montmédy te belegeren. In de ochtend van 5 september kwamen Pruisische cavaleriepatrouilles de Franse verdedigingen observeren: rond 9 uur werden zij verjaagd door het afvuren van enkele obussen. De Pruisische artillerie begon daarop meteen met de beschieting van de stad, een voor die tijd uitzonderlijke praktijk waarop de Fransen slecht voorbereid waren. De garde mobile die zijn gevechtsposities wilde innemen werd hierbij gehinderd door de toestroom van verschrikte vrouwen en kinderen die beschutting kwamen zoeken in de kazematten. De Fransen beschikten slechts over een kanon met voldoende reikwijdte om de Pruisische stellingen te beschieten. De kerk, het stadhuis en de sous-préfecture werden geraakt. Er ontstonden brandhaarden die de Fransen niet onder controle konden krijgen. Tegen de middag stopte de Pruisische artillerie de beschieting en bracht een gezant, de burgemeester van Thonnelle, een bericht van prins Hohenlohe met een nieuwe vraag tot overgave die net als de vorigen verworpen werd.

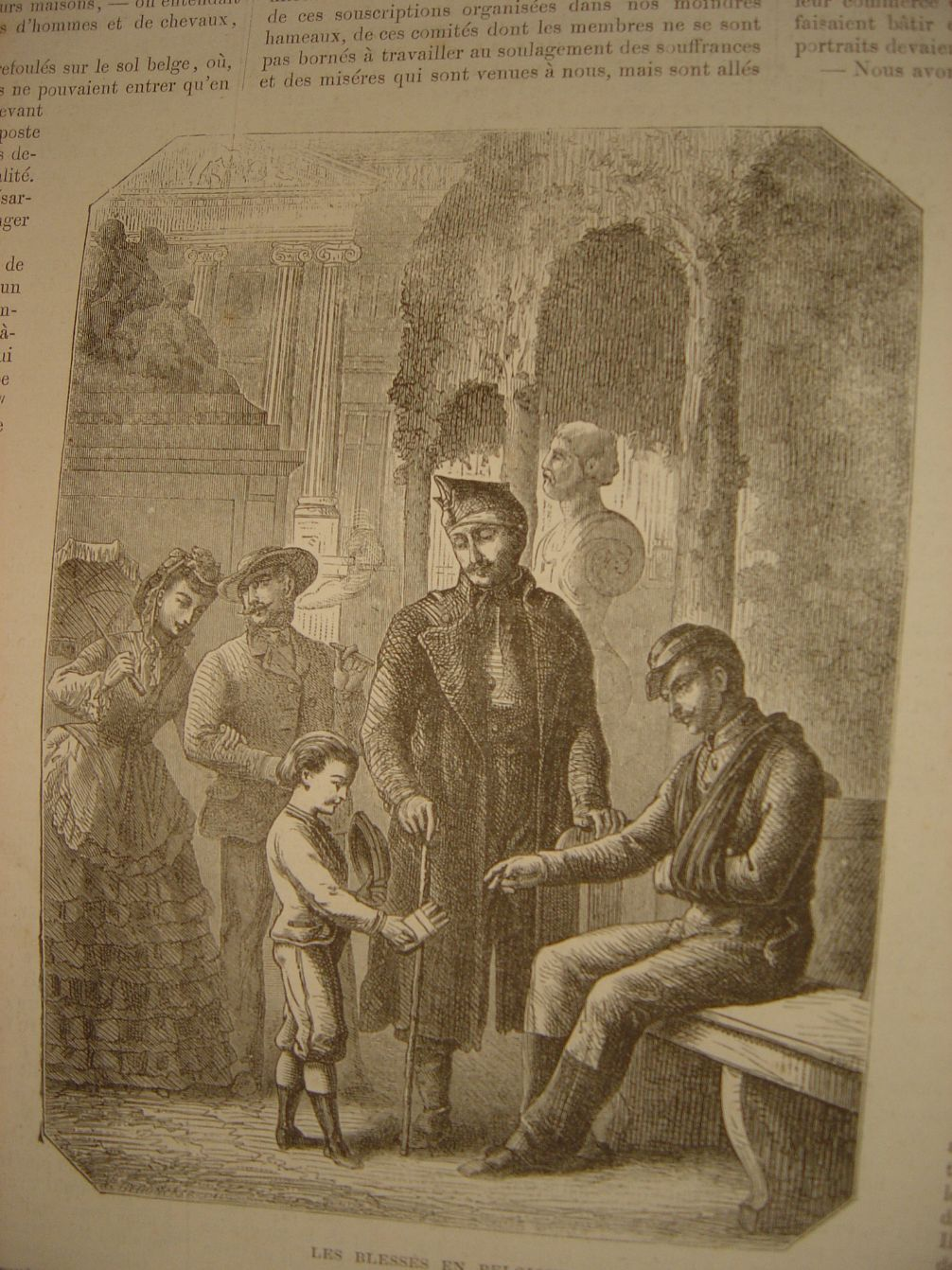
Franse gewonden geëvacueerd naar België, gravure uit L'Illustration européenne, 1870.

In de namiddag werd het bombardement met meer precisie hervat. Twee derde van de woningen en alle openbare gebouwen werden beschadigd en de brand in een voorraadkamer deed vrezen voor de ontploffing van een nabijgelegen kruitkamer. Terwijl de Franse kanonnen, verplaatst tijdens het middagreces, de Pruisische stellingen begonnen te beschieten, kregen de soldaten met grote moeite de brand, die nog een week lang zou woeden, onder controle. Het bombardement eindigde rond 18 uur. In totaal telden de Fransen 3 doden (1 burger) en 19 gewonden waarvan er 4 overleden aan hun verwondingen. Het merendeel van de burgerwoningen was beschadigd maar het bombardement, uitgevoerd met veldartillerie, had nauwelijks effect gehad op de wallen. Op 6 september trokken de Pruisen zich terug zonder het bombardement te willen herbeginnen. Een groot deel van de burgerbevolking ontvluchtte de stad naar België. De verlaten woningen werden ingenomen door de soldaten.

### Uitvallen in september en oktober

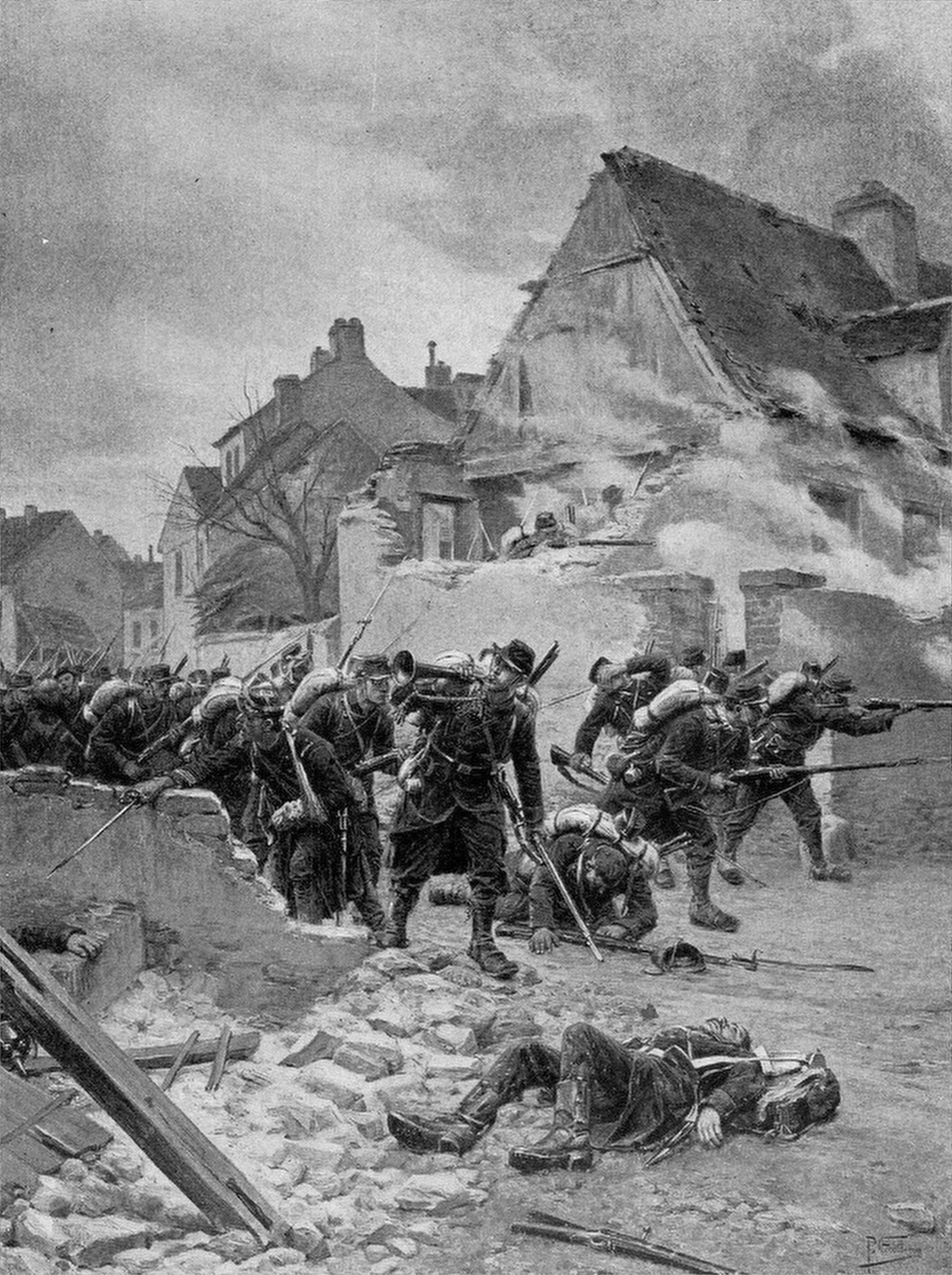
Gevecht in een dorp; doek van Paul-Louis-Narcisse Grolleron (1848-1901)

Vanaf 6 september kwam het kleine Duitse garnizoen van de Meuse onder het bevel van generaal von Bothmer die het beleg van Verdun leidde. Het Duitse 65e regiment werd verdeeld over Damvillers, Stenay en Étain.
Chef-chirurg Larrey, generaal-intendant Wolf en andere officieren verlieten Montmédy voor Parijs. Ongeveer 2000 soldaten, krijgsgevangen gemaakt tijdens de gevechten bij Beaumont (30 augustus) en Sedan (1 september) slaagden erin te ontsnappen en bereikten Montmédy, maar de meesten, gedemoraliseerd en zonder uitrusting, bleven niet en gaven er de voorkeur aan het Loireleger, dat door de Regering van Nationale Verdediging in het zuiden werd samengesteld, te vervoegen. Slechts 600 nieuwkomers bleven ter plekke en vormden, ondanks een terugvallende discipline, een waardevolle versterking voor het garnizoen. Een ontsnapte artillerieluitenant werkte aan de verbetering van de schietposities maar gaf er, als gevolg van een aantal onenigheden, na een maand de brui aan om bij het armée du Nord aan te sluiten. Op 11 september werden de locomotieven en de wagons de tunnel ingereden waarna deze aan beide uiteinden opgeblazen werd om te beletten dat deze in vijandelijke handen zouden vallen.
Colonnes Franse krijgsgevangenen trokken op weg naar het oosten dicht bij Montmédy, langsheen beboste wegen die zich makkelijk leenden tot hinderlagen. In de nacht van 12 op 13 september werd een infanteriecompagnie van 200 man uitgestuurd in een poging ze te bevrijden. Na een mars in de regen, namen de Fransen hun stelling in nabij Stenay, maar een Algerijnse tirailleur die nog voor het bevel ertoe vuurde, alarmeerde het konvooi waardoor de aanval mislukte. Op 17 september besloot een detachement van 200 man, uitgezonden om vijandelijke verkenners op te sporen nabij Chauvency, toen ze deze niet vonden, om het Duitse garnizoen van Stenay aan te vallen. Bij toeval stuitten ze op een Duits konvooi van een honderdtal man met twee vrachtwagens, waarop ze hun plan wijzigden en het konvooi aanvielen: 40 soldaten en een officier van het 53e regiment Landwehr werden door hen krijgsgevangen gemaakt, de overige Duitsers konden ontkomen naar Damvillers.
Op 4 oktober ging, als gevolg van een aanval door de inwoners van Thonne-le-Thil op een troepentrein, het Duitse commando als strafmaatregel over tot opeisingen in de omliggende dorpen. Als reactie trokken de Fransen op 5 oktober opnieuw op met een detachement van 400 man om het konvooi van de opeisingen, dat geëscorteerd werd door 200 of 300 Saksen van het 65e regiment, te onderscheppen. De Duitsers, die sneller opschoten dan voorzien, waren het punt waar de Fransen zich in hinderlaag opstelden echter al voorbij vooraleer deze hen opmerkten; een compagnie van 150 man ging er achteraan maar kon hen echter niet inhalen. De achtervolgers voegden zich daarop terug bij de hoofdmacht van hun detachement en keerden terug naar Chauvency waarbij er geschoten werd op Duitse versterkingen afkomstig uit Stenay. Het enige resultaat van deze verschillende uitvallen was de alertheid van de Duitsers aanwakkeren en het verstoren van de Duitse opeisingsacties.
Op 7 oktober sloot commandant Reboul met de Duitsers een overeenkomst tot gevangenenruil: de 27 Duitse gevangenen in Montmédy werden geruild voor evenveel zoeaven, gevangen genomen tijdens het beleg van Parijs, die op transport naar Duitsland in het nabije Stenay verbleven. Enkele dagen later vernamen de Fransen dat Stenay nog slechts verdedigd werd door een klein garnizoen en dat de kans op verovering gunstig leek. In de nacht van 12 op 13 oktober vertrok een detachement van 300 man richting Stenay. De Duitse soldaten werden verrast en gevangen genomen of sloegen op de vlucht. De Fransen keerden rond 6:30 uur in versnelde pas terug om contact met de Duitse versterkingen te vermijden, die vanuit Mouzon rond 8 uur Stenay zouden bereiken. Ze namen 200 gevangenen mee en hadden 14 paarden en 7 vrachtwagens op de vijand veroverd en een aanzienlijk aantal Chassepotgeweren en ander materieel buit gemaakt. Rond 10 uur bereikten ze Montmédy.

### Afgebroken aanvalspoging naar Sedan
Het Duitse opperbevel, woedend over de nederlaag te Stenay, legde de bevolking van de stad een zware oorlogsbelasting op en verplaatste zijn etappedienst verder weg van Montmédy naar Damvillers. De verschillende uitvallen van het garnizoen van Montmédy hadden het moreel van de Franse troepen opgekrikt. De nabije Belgische grens werd door de Duitsers over een afstand van 40 tot 60 kilometers nog nauwelijks bewaakt, waardoor post en nieuws uit Frankrijk via België Montmédy kon bereiken. 650 soldaten van administratieve diensten en verplegers, die ter plekke weinig nut hadden werden clandestien de grens over gebracht om via België Rijsel te bereiken.
Nochtans ontving Achille Testelin, commissaris van de Défense Nationale aan het hoofd van de strijdkrachten in het noorden, ongunstige rapporten over de leiding van commandant Reboul en besliste daarom deze te vervangen door een kapitein van het 57e regiment die hij als opdracht meegaf een aanval op Sedan op te zetten. De nieuwe commandant van Montmédy verzamelde duizend man die Sedan vanuit het oosten moesten aanvallen terwijl het garnizoen uit Mézières vanuit het westen zou oprukken: bovendien rekende de commandant erop dat de inwoners van Sedan, uit grote onvrede over de Duitse bezetting, in opstand zouden komen. Het geheim van de operatie bleef echter niet bewaard en de Duitsers hadden de tijd om versterkingen uit Mouzon, Beaumont-en-Argonne et Boulzicourt te laten aanrukken wat hun mankracht opdreef tot 6.000. Op 21 oktober werd het aanvalsplan afgeblazen en herstelde commissaris Testelin de afgezette Reboul in zijn functie van garnizoenscommandant.

### De vrijschutters
Gevolg gevend aan de oproep van de regering van Nationale Verdediging onder Léon Gambetta, stelde een luitenant van het garnizoen Montmédy eind september voor om een korps van 40 tot 60 vrijschutters op te richten, samengesteld uit geïsoleerde soldaten van verschillende eenheden die Montmédy hadden bereikt. Commandant Reboul gaf zijn akkoord maar de gemeenteraad weigerde de financiering. Midden oktober stelde een andere zelfverklaarde chef zich aan het hoofd van een compagnie vrijschutters samengesteld uit deze soldaten. A. de Lort-Sérignan, officier in het reguliere leger stond erg kritisch tegenover deze troep die hij voorstelde als een bende plunderaars, door de dorpelingen meer gevreesd werden dan de vijand, die reizigers en dorpelingen bestalen en elk contact met de vijand vermeden, op een enkele aanval op Duitse telegraafbedienden na. Hun leider zou de regio uiteindelijk verlaten om als officier te eindigen tijdens de Commune van Parijs.

### De belegering vanuit Metz
Een nieuwe opperbevelhebber, bataljonchef Tessier, werd op 18 oktober aangesteld en kwam op 28 oktober in Montmédy aan om zijn taak op te nemen, terwijl Reboul garnizoenscommandant bleef. De nieuwe gouverneur, een genieofficier, bouwde de nog ontoereikende versterkingen verder uit en reorganiseerde de troepen door de van hun regimenten geïsoleerde soldaten te hergroeperen in een bataljon bestaande uit zes compagnies infanterie en een compagnie cavalerie. Vanaf begin november beval de nieuwe commandant dagelijkse verkenningsopdrachten binnen een straal van 17 à 18 kilometer rondom Montmédy.
Op 28 oktober ving een detachement van Montmédy een luchtballon op, die uitgestuurd was vanuit het bezette Parijs en bestemd voor het Noordelijk Leger. Behalve de bemanning, onder wie een secretaris van minister Jules Favre, werden ook een aantal reisduiven en post in veiligheid gebracht. De regeringssecretaris vertrok de volgende dag al naar zijn bestemming via België.
Het einde van de belegering en de capitulatie van Metz, ondertekend op 28 oktober bracht de Fransen echter in een lastig parket: de Duitsers konden nu de 200.000 vrijgekomen troepen en krachtige artillerie inzetten voor de belegering van andere vestigingen in het noordoosten van Frankrijk. Verdun viel al op 9 november. Op 10 november beval commandant Tessier een beperkte expeditie naar de nabijgelegen dorpen Jametz en Marville om er, in geval van wapenstilstand, de Franse aanwezigheid te bevestigen. Op 13 november rukte de 14e infanteriedivisie van Georg von Kameke vanuit Metz op naar Thionville en de omgeving van Montmédy. Op 15 november stootte een Franse verkenning op de voorhoede van de 14e divisie. Op 16 november beval Tessier een aanval richting Chauvency om de sterkte van de tegenstander te peilen: de flink in aantal uitgebreide Duitse troepen weerden de Fransen, die 85 man verloren, af. Dit gevecht betekende het einde van de Franse uitvallen vanuit Montmédy.
Op 16 en 17 november nam de 27e Duitse brigade onder kolonel Pannwitz, onderdeel van de 14e divisie, stelling in een kleine boog omheen Montmédy en begon er zich in te graven. De stad ontving als gevolg niet langer nieuws van buitenaf via de Belgische kranten. Op 19 november bood een afgevaardigde van Pannwitz zich aan bij de Franse linies in een poging om tot een uitwisseling van gevangenen te komen waarvan er op dan 300 in de citadel vastgehouden werden. Voorlopig bleven de gevechten beperkt tot over en weer schieten tussen Duitsers en Fransen wanneer deze laatsten zich vanuit de citadel in het nabijgelegen Bois de Cé begaven om hout te sprokkelen.
De vesting Thionville viel, na drie dagen van intensief bombarderen, op 24 november. De Duitse 14e divisie verzamelde zich nadien rond Montmédy. Vanuit Thionville werd een belangrijke artilleriemacht per trein naar Longuyon en verder moeizaam, gezien de overstromingen en door de Fransen aangebrachte versperringen, via de weg naar Montmédy gebracht. Duitse pioniers moesten noodbruggen aanleggen om de door de Fransen vernielde bruggen te vervangen. In dertien dagen werden er, met de hulp van opgeëiste landbouwers en hun paarden, schietposities uitgebouwd en stukken in stelling gebracht. Een telegraaflijn verbond de verschillende batterijen. De belegeringstroepen omvatten:
- 10 infanteriebataljons
- 2 cavalerie eskadrons
- 5 pionierscompagnies
- 5 veldartilleriebatterijen van 9 en 8 cm
- Zware artillerie :
  - 4 mortieren van 21 cm
  - 10 kanonnen van 24 cm met lange loop
  - 10 kanonnen van 24 cm met korte loop
  - 20 belegeringskanonnen van 12 cm

### Bombardement en capitulatie
Vanaf 9 december begon de Duitse artillerie de Franse linies te bombarderen waardoor de Fransen sterk gehinderd werden bij de uitbouw van de vestingwerken. Aan Franse zijde beschikte men slechts over twee stukken van 24 cm en zes stukken van 12 cm die voldoende draagwijdte hadden om de Duitse batterijen te bereiken: zij kwamen pas in actie op 11 december. Generaal von Kameke zond een afgezant uit met een voorstel tot capitulatie of bij weigering hiervan een uitwisseling van gevangenen. Beide werden afgewezen.
In de nacht van 11 op 12 december startten de Duitsers met het kappen van bomen en het plaatsen van de kanonnen op hun schietposities. De 12e rond 7u30 begon het bombardement van de citadel. De zware Duitse artilleriestukken schoten met grote precisie, de exemplaren van de veldartillerie waren in de eerste uren veel willekeuriger, waardoor soldaten en de gehospitaliseerde gewonden gedwongen werden zich in de kazematten te verschuilen. Voor de 400 Duitse gevangenen die in de gemeentelijke gevangenis verbleven was er geen plaats in de kazematten. De Franse artillerie riposteerde met een zeker succes, aangezien de schietposities van de Duitsers op de omliggende heuvels welbekend en goed in kaart gebracht waren. De Fransen krijgen nu voor het eerst te maken met de nieuwe zware Duitse artillerie, vooral de 21 cm mortieren, waarvan de kracht en reikwijdte deze van de oude overtroffen. Het werd 's nachts stopgezet, de Fransen maakten er gebruik van om hun gewonden te verzorgen en hun beschadigde installaties te herstellen. De plundering van de voorraadkelders door de soldaten zorgde er echter voor dat grote hoeveelheden wijn en alcohol de ronde deden wat de discipline ondermijnde.
Op 13 en 14 december ontnam de mist het zicht waardoor de Franse artillerie werkloos moest toezien terwijl de Duitse obussen op de hele stad bleven neerkomen en er grote verliezen veroorzaakten. Er ontstonden verschillende branden die bij gebrek aan middelen niet bestreden konden worden. Bovendien begonnen de 21 cm obussen de gewapende deuren van de kruitopslagplaats aan te tasten waardoor een algehele ontploffing de vesting bedreigde. Commandant Tessier verzamelde al zijn officieren en de artillerieonderofficieren die besloten dat de vesting de vijandige beschietingen nog slechts kon ondergaan zonder ze te kunnen beantwoorden en het zinloos was artillerietroepen op de wallen te houden van waaruit ze de vijand toch niet zouden kunnen treffen. Rond 17 uur, beseffend dat er geen uitweg was, besliste Tessier te capituleren. Hiermee ging hij in tegen het militair reglement van 1863 dat een vestingcommandant verbiedt, op straffe van dood en militaire degradatie, zich over te geven zolang de vesting niet minstens een vijandelijke en bres slaande grondaanval heeft afgeweerd.
Tijdens de nacht van 13 op 14 december, terwijl de ongeregeldheden in de stad toenamen en de, dikwijls dronken, soldaten op de rand van het muiten stonden, werden commandant Reboul en een andere gezant, via verschillende wegen, naar de Duitse linie gestuurd om de capitulatie te vragen. Ze werden naar de stafchef van de 14e divisie, majoor von Hilger, in Iré-le-Sec gebracht, die per telegraaf meteen de opdracht gaf de beschietingen stop te zetten. De capitulatie besloten om 2 uur op 14 december werd om 8 uur door generaal von Kameke geratificeerd.
De overgave stipuleerde dat de Franse troepen om 13 uur de stad via de Porte de Metz moesten verlaten hebben met neerlegging van hun wapens; dat de Franse officieren in de stad dienden te blijven vooraleer ze ook in gevangenschap zouden gestuurd worden; dat de gevechtstroepen en de mobiele nationale garde krijgsgevangen zouden worden maar dat de plaatselijke nationale garde vrijgelaten zou worden mits een schriftelijke garantie. De militaire geneesheren zouden ter plekke blijven om hun taak verder te zetten. Alle materieel, bewapening, voorraden, paarden, archieven dienden aan de Duitsers overhandigd te worden in de staat waarin ze zich bevonden bij ondertekening van de capitulatie.

## Gevolgen

### Tijdens de oorlog

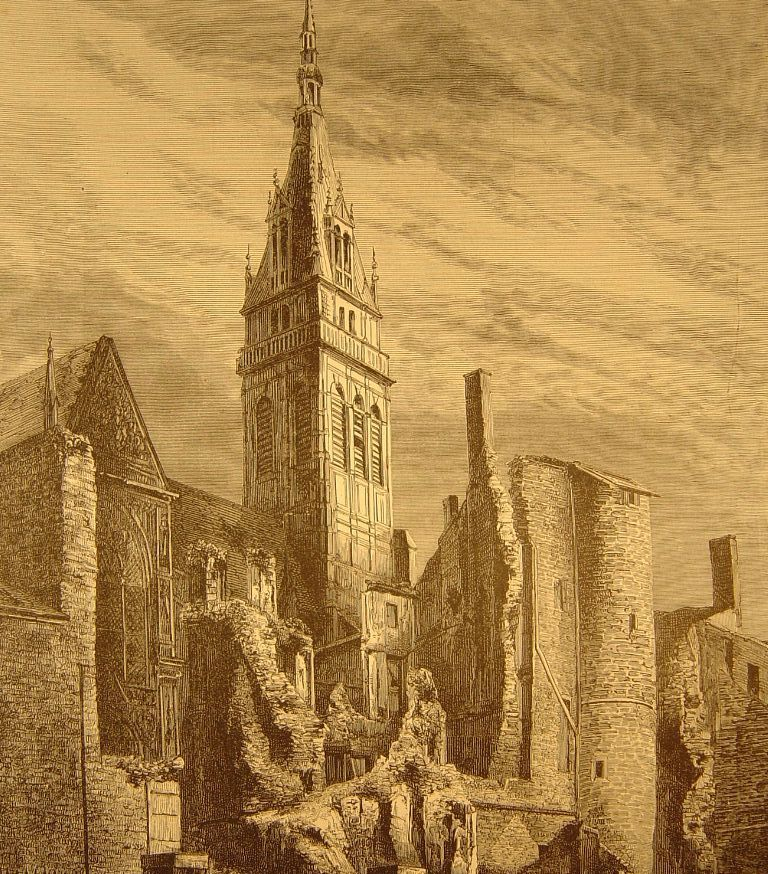
De basiliek van Mézières, gravure uit L'Illustration européenne, 1870.

Mézières, stad met 6.000 inwoners en sterkere vestingwerken dan Montmédy, was vanaf 16 november volledig omsingeld. Na de val van Montmédy op 14 december, werd de daar gebruikte zware artillerie verplaatst naar Mézières. Na 30 uren van intensieve bombardementen diende de stad zich over te geven: de Pruisen deden er op 7 januari 1871 hun intrede.
De val van Montmédy gaf de Duitsers de controle over de spoorlijn van Sedan naar Thionville die hen toeliet van hieruit het noordelijk front te bevoorraden.

### Na de oorlog
Na de oorlog diende commandant Tessier zich voor een onderzoekscommissie te verantwoorden voor het ondertekenen van de capitulatie van Montmédy. Op 18 januari 1872 besloot de commissie:
De schade veroorzaakt in de stad en aan de militaire gebouwen door het vijandelijk vuur, de onmogelijkheid om met de twee stukken van 24 die voldoende bereik hadden het vuur te beantwoorden, de vrees voor het ontploffen van de kruitvoorraden, waren beslissend voor commandant Tessier om de vesting op te geven zonder dat een vraag in deze zin gedaan werd door de gemeenteraad noch de bevolking van Montmédy. De onderzoeksraad is van oordeel dat commandant Tessier zolang de beschikbare middelen die toelieten weerstand heeft geboden, maar dat hij ongelijk had om voorafgaand aan de ondertekening van de capitulatie zijn in de vesting aanwezige artillerie, wapens en munitie aller aard niet te vernielen.